# Copa del Rey de fútbol 2009-10
La Copa del Rey de Fútbol 2009-10 fue la edición número 106 de dicha competición española. Se disputó entre el 26 de agosto de 2009 y el 19 de mayo de 2010, con la participación de 83 equipos de las divisiones Primera, Segunda, Segunda B y Tercera, excepto los equipos filiales de otros clubes aunque jueguen en dichas categorías. El campeón se clasifica para disputar la cuarta ronda de la Liga Europa de la UEFA 2010-11, dependiendo de su clasificación en La Liga.
El campeón fue el Sevilla Fútbol Club, por quinta vez en su historia, tras derrotar al Atlético de Madrid en la final.
De manera excepcional, el Sevilla Fútbol Club retuvo el título en propiedad, tras votación unánime de la asamblea de la RFEF, ante la ocasión especial de ser Campeón de España el año en el que la selección española de fútbol obtuvo su primer Campeonato del Mundo.

## Equipos clasificados
Disputaron la Copa del Rey 2009–10, habiendo sellado su presencia en función de su clasificación en las cuatro primeras categorías del sistema de competición liguero en la temporada 2008/09, y partiendo de determinadas rondas según su categoría en la presente campaña, los siguientes equipos:

### Primera División
Los 20 equipos de la Primera División 2008/09:
| - F. C. Barcelona - Real Madrid C. F. - Sevilla F. C. - C. Atlético de Madrid - Villarreal C. F. - Valencia C. F. - R. C. Deportivo de La Coruña - Málaga C. F. - R. C. D. Mallorca - R. C. D. Espanyol | - U. D. Almería - R. Racing Club de Santander - Athletic Club - R. Sporting de Gijón - C. A. Osasuna - Real Valladolid - Getafe C. F. - Real Betis Balompié - C. D. Numancia - R. C. Recreativo de Huelva |

### Segunda División
Los 21 equipos de Segunda División 2008/09 (excluido el Sevilla Atlético como equipo filial):
| - Xerez C. D. - Real Zaragoza - C. D. Tenerife - Hércules C. F. - Rayo Vallecano de M. - Real Sociedad de F. - C. D. Castellón - Levante U. D. - U. D. Salamanca - Club Gimnàstic de Tarragona - S. D. Huesca | - Elche C. F. - Córdoba C. F. - Real Murcia C. F. - Albacete Balompié - Girona F. C. - R. C. Celta de Vigo - U. D. Las Palmas - Deportivo Alavés - Alicante C. F. - S. D. Eibar |

### Segunda División B
24 equipos de Segunda División B 2008/09 clasificados entre los 6 primeros de cada uno de los 4 grupos (excluidos equipos filiales) y los equipos no filiales con mejor puntuación del resto de clubs de la categoría, hasta completar el citado número:
| Grupo I - Real Unión de Irún - Cultural Leonesa - S. D. Ponferradina - Zamora C. F. - S. D. Lemona | Grupo II - F. C. Cartagena - Lorca Deportiva - A. D. Alcorcón - C. D. Leganés - Mérida U. D. - C. F. Atlético Ciudad | Grupo III - C. D. Alcoyano - U. E. Sant Andreu - C. E. Sabadell - U. D. A. Gramenet - Ontinyent C. F. | Grupo IV - Cádiz C. F. - Real Jaén - Polideportivo Ejido - U. D. Marbella - U. D. Puertollano - U. D. Melilla - A. D. Ceuta - U. B. Conquense |

### Tercera División
Los 18 equipos campeones de los grupos de Tercera División de España 2008-09 (en caso de que un equipo filial sea campeón de su grupo la plaza se adjudica al equipo no filial mejor clasificado):
| - S. D. Compostela - Real Oviedo - Gimnástica de Torrelavega - CD Lagun Onak - CF Reus Deportiu - Villajoyosa CF - RSD Alcalá - CF Palencia - Unión Estepona CF | - CD San Roque - CF Sporting Mahonés - SD Tenisca - Caravaca CF - AD Cerro de Reyes Atlético - CD Izarra - UD Logroñés - Atlético Monzón - CD Toledo |

1. ↑  El CD Varea, campeón del grupo XVI de la Tercera División, vendió su plaza al UD Logroñés, el cual disputó la presente Copa del Rey en su lugar.

## 1ª Ronda
La primera ronda del torneo la disputaron 42 equipos de Segunda División B y Tercera División, de los cuales 6 quedaron exentos. La eliminatoria se decidió a partido único entre los días 25 de agosto, 26 de agosto y 27 de agosto de 2009.
En la primera ronda se tuvo en cuenta la proximidad geográfica, por lo que la RFEF intenta que los desplazamientos sean los más cortos posibles.
| Local            | Resultado      | Visitante                  |
| ---------------- | -------------- | -------------------------- |
| CD San Roque     | 1-2            | UD Melilla                 |
| Villajoyosa CF   | 2-0            | UD Logroñés                |
| CD Lagun Onak    | 2-1            | CD Izarra                  |
| SD Ponferradina  | 1-1 (pen. 5-4) | SD Eibar                   |
| SD Lemona        | 2-2 (pen. 2-4) | Cultural Leonesa           |
| UB Conquense     | 1-0 (t.e.)     | CD Toledo                  |
| RSD Alcalá       | 0-1            | Real Oviedo                |
| UD Puertollano   | 3-1 (t.e.)     | Gimnástica de Torrelavega  |
| SD Tenisca       | 2-4            | AD Cerro de Reyes Atlético |
| UDA Gramenet     | 0-3            | UE Sant Andreu             |
| SD Compostela    | 1-2            | Zamora CF                  |
| CE Sabadell      | 2-0            | Atlético Monzón            |
| Alicante CF      | 1-1 (pen. 5-4) | Sporting Mahonés           |
| Real Jaén        | 0-1            | Unión Estepona             |
| CD Leganés       | 1-3            | CF Reus Deportiu           |
| UD Marbella      | 1-0            | Caravaca CF                |
| Deportivo Alavés | 1-1 (pen. 1-4) | CF Palencia                |
| Lorca Deportiva  | 1-2 (t.e.)     | AD Ceuta                   |

## 2.ª ronda
La segunda ronda del torneo la disputaron los 18 vencedores de la primera ronda, los 6 equipos exentos de la misma, y los 20 equipos de Segunda División, sin contar con el Recreativo de Huelva (exento). Los equipos de Segunda debieron obligatoriamente enfrentarse entre sí. La eliminatoria se jugó a partido único entre los días 1 de septiembre de 2009 y 16 de septiembre de 2009.
| Local               | Resultado      | Visitante                  |
| ------------------- | -------------- | -------------------------- |
| Celta de Vigo       | 2-1            | Real Unión                 |
| Ontinyent CF        | 2-1            | UB Conquense               |
| AD Alcorcón         | 2-0            | CF Palencia                |
| UE Sant Andreu      | 3-1            | UD Melilla                 |
| CE Sabadell         | 0-0 (pen. 1-3) | UD Marbella                |
| CF Atlético Ciudad  | 3-2            | Real Oviedo                |
| CD Lagun Onak       | 2-1            | AD Cerro de Reyes Atlético |
| CD Alcoyano         | 2-0            | Villajoyosa CF             |
| Polideportivo Ejido | 0-0 (pen. 8-7) | SD Ponferradina            |
| UD Puertollano      | 3-0            | Zamora CF                  |
| Cultural Leonesa    | 4-0            | Unión Estepona             |
| Albacete Balompié   | 0-1            | Hércules CF                |
| FC Cartagena        | 3-2 (t.e.)     | Elche CF                   |
| Girona FC           | 1-0            | Gimnàstic de Tarragona     |
| Levante UD          | 0-0 (pen. 3-4) | SD Huesca                  |
| Real Sociedad       | 0-2            | Rayo Vallecano             |
| UD Las Palmas       | 2-1            | Cádiz CF                   |
| Real Betis          | 1-2            | Córdoba CF                 |
| UD Salamanca        | 1-1 (pen. 4-3) | CD Castellón               |
| CD Numancia         | 2-3            | Real Murcia                |
| AD Ceuta            | 2-2 (pen. 4-5) | Alicante CF                |
| Mérida UD           | 1-1 (pen. 5-4) | CF Reus Deportiu           |

## 3.ª Ronda
La tercera ronda del torneo la disputaron los 22 vencedores de la segunda ronda y el Recreativo de Huelva (equipo exento en la ronda anterior). Según la circular n.º 1 de la Real Federación Española de Fútbol, el sorteo para esta ronda se componía de dos grupos:
- Grupo A: se configuraron 6 emparejamientos, entre los 12 ganadores en segunda ronda pertenecientes a las divisiones semi-profesionales que participan en el torneo, es decir, 10 clubes de Segunda División "B" y 2 de Tercera División.
- Grupo B: componían el grupo los 11 clubes clasificados, pertenecientes a Segunda División (10 clasificados de la segunda ronda, y otro exento de la misma). De esto, resultó un nuevo club exento para la tercera ronda, y quedaron configurados 5 nuevos emparejamientos.
La eliminatoria se jugó a partido único el día 7 de octubre de 2009.
| Local                | Resultado      | Visitante           |
| -------------------- | -------------- | ------------------- |
| Ontinyent CF         | 0-0 (pen. 3-5) | Cultural Leonesa    |
| UD Puertollano       | 2-1            | UE Sant Andreu      |
| CD Lagun Onak        | 1-2            | AD Alcorcón         |
| UD Marbella          | 2-1 (t.e.)     | Alicante CF         |
| Mérida UD            | 1-3            | CD Alcoyano         |
| CF Atlético Ciudad   | 0-0 (pen. 5-4) | Polideportivo Ejido |
| UD Salamanca         | 2-0            | FC Cartagena        |
| Córdoba CF           | 0-1 (t.e.)     | Rayo Vallecano      |
| Recreativo de Huelva | 2-1            | U. D. Las Palmas    |
| Girona FC            | 1-3            | Celta de Vigo       |
| Hércules CF          | 2-0            | SD Huesca           |

## 4.ª ronda
La cuarta ronda del torneo la disputaron los 11 vencedores de la tercera ronda (5 clubes de Segunda División y 6 de Segunda División "B"), el Real Murcia (equipo exento en la ronda anterior), y los 20 equipos de la Primera División. Según la circular n.º 1 de la Real Federación Española de Fútbol, el sorteo para esta ronda se compone de la siguiente manera y en el siguiente orden:
- Paso 1: se configuran 4 emparejamientos entre los 4 clubes de Primera División participantes en la UEFA Champions League (Barcelona, Real Madrid, Sevilla y Atlético de Madrid) y 4 ganadores en segunda ronda pertenecientes a Segunda División "B".
- Paso 2: se configuran 2 emparejamientos entre 2 clubes de Primera División participantes en la UEFA Europa League (Villarreal, Valencia y Athletic Club) y los 2 equipos restantes de Segunda División "B". Un club de los participantes en la UEFA Europa League queda exento y se añade al "paso 3".
- Paso 3: se configura 1 emparejamiento entre el club exento en el "paso 2" y 1 ganador (entre 6 posibles) en segunda ronda perteneciente a Segunda División.
- Paso 4: se configuran 5 emparejamientos entre los 5 ganadores en segunda ronda de clubes pertenecientes a Segunda División (de los exentos en el "paso 3") y 5 clubes de Primera División.
- Paso 5: se configuran 4 emparejamientos entre los 8 clubes de Primera División, que no han sido sorteados.
La eliminatoria se jugó a doble partido los días 28 de octubre de 2009 (ida) y 10 de noviembre de 2009 (vuelta).
| Local ida            | Resultado global | Local vuelta           | Ida | Vuelta |
| -------------------- | ---------------- | ---------------------- | --- | ------ |
| Alcorcón             | 4-1              | Real Madrid            | 4-0 | 0-1    |
| Cultural Leonesa     | 0-7              | Barcelona              | 0-2 | 0-5    |
| Marbella             | 0-8              | Atlético de Madrid     | 0-2 | 0-6    |
| Atlético Ciudad      | 3-9              | Sevilla                | 2-4 | 1-5    |
| Alcoyano             | 2-3              | Valencia               | 0-1 | 2-2    |
| Puertollano          | 1-2              | Villarreal             | 1-1 | 0-1    |
| Rayo Vallecano       | 4-2              | Athletic Club          | 2-0 | 2-2    |
| Hércules             | 3-1              | Almería                | 2-1 | 1-0    |
| Salamanca            | 2-4              | Racing de Santander    | 1-0 | 1-4    |
| Celta de Vigo        | 3-1              | Tenerife               | 2-1 | 1-0    |
| Recreativo de Huelva | 2-2 (p. 4-2)     | Sporting de Gijón      | 1-1 | 1-1    |
| Real Murcia          | 0-1              | Deportivo de La Coruña | 0-1 | 0-0    |
| Xerez                | 1-3              | Osasuna                | 1-2 | 0-1    |
| Real Valladolid      | 2-2 (v.)         | Mallorca               | 2-1 | 0-1    |
| Real Zaragoza        | 1-1 (v.)         | Málaga                 | 1-1 | 0-0    |
| Getafe               | 3-1              | Espanyol               | 2-0 | 1-1    |

## Fase final
La fase final consiste en 3 rondas eliminatorias a doble partido con sorteo puro entre los supervivientes de la ronda anterior. Los dos últimos contendientes jugaron la final el 19 de mayo de 2010.
|  | Octavos de final                   | Octavos de final                   | Octavos de final                   |                    |   | Cuartos de final                | Cuartos de final                | Cuartos de final                |  |  | Semifinales                       | Semifinales                       | Semifinales                       |  |  | Final                  | Final                  | Final                  |
|  | 5/6/7 de enero - 12/13/14 de enero | 5/6/7 de enero - 12/13/14 de enero | 5/6/7 de enero - 12/13/14 de enero |                    |   | 20/21 de enero - 27/28 de enero | 20/21 de enero - 27/28 de enero | 20/21 de enero - 27/28 de enero |  |  | 3/4 de febrero - 10/11 de febrero | 3/4 de febrero - 10/11 de febrero | 3/4 de febrero - 10/11 de febrero |  |  | 19 de mayo (Barcelona) | 19 de mayo (Barcelona) | 19 de mayo (Barcelona) |
|  |                                    |                                    |                                    |                    |   |                                 |                                 |                                 |  |  |                                   |                                   |                                   |  |  |                        |                        |                        |
|  |                                    |                                    |                                    |                    |   |                                 |                                 |                                 |  |  |                                   |                                   |                                   |  |  |                        |                        |                        |
|  |                                    |                                    |                                    |                    |   |                                 |                                 |                                 |  |  |                                   |                                   |                                   |  |  |                        |                        |                        |
|  | Rec. de Huelva                     | 3                                  | 1                                  |                    |   |                                 |                                 |                                 |  |  |                                   |                                   |                                   |  |  |                        |                        |                        |
|  | Rec. de Huelva                     | 3                                  | 1                                  |                    |   |                                 |                                 |                                 |  |  |                                   |                                   |                                   |  |  |                        |                        |                        |
|  | Atlético de Madrid                 | 0                                  | 5                                  |                    |   |                                 |                                 |                                 |  |  |                                   |                                   |                                   |  |  |                        |                        |                        |
|  | Atlético de Madrid                 | 0                                  | 5                                  | Atlético de Madrid | 1 | 1                               |                                 |                                 |  |  |                                   |                                   |                                   |  |  |                        |                        |                        |
|  |                                    |                                    |                                    |                    | 1 | 1                               |                                 |                                 |  |  |                                   |                                   |                                   |  |  |                        |                        |                        |
|  |                                    | Celta de Vigo                      | 1                                  | 0                  |   |                                 |                                 |                                 |  |  |                                   |                                   |                                   |  |  |                        |                        |                        |
|  | Celta de Vigo                      | Celta de Vigo                      | 1                                  | 0                  | 1 | 1                               |                                 |                                 |  |  |                                   |                                   |                                   |  |  |                        |                        |                        |
|  | Celta de Vigo                      |                                    |                                    |                    | 1 | 1                               |                                 |                                 |  |  |                                   |                                   |                                   |  |  |                        |                        |                        |
|  | Villarreal                         | 1                                  | 0                                  |                    |   |                                 |                                 |                                 |  |  |                                   |                                   |                                   |  |  |                        |                        |                        |
|  | Villarreal                         | 1                                  | 0                                  | Atlético de Madrid | 4 | 2                               |                                 |                                 |  |  |                                   |                                   |                                   |  |  |                        |                        |                        |
|  |                                    |                                    |                                    |                    | 4 | 2                               |                                 |                                 |  |  |                                   |                                   |                                   |  |  |                        |                        |                        |
|  |                                    | R. de Santander                    | 0                                  | 3                  |   |                                 |                                 |                                 |  |  |                                   |                                   |                                   |  |  |                        |                        |                        |
|  | Alcorcón                           | R. de Santander                    | 0                                  | 3                  | 2 | 0                               |                                 |                                 |  |  |                                   |                                   |                                   |  |  |                        |                        |                        |
|  | Alcorcón                           |                                    |                                    |                    | 2 | 0                               |                                 |                                 |  |  |                                   |                                   |                                   |  |  |                        |                        |                        |
|  | R. de Santander                    | 3                                  | 0                                  |                    |   |                                 |                                 |                                 |  |  |                                   |                                   |                                   |  |  |                        |                        |                        |
|  | R. de Santander                    | 3                                  | 0                                  | R. de Santander    | 2 | 3                               |                                 |                                 |  |  |                                   |                                   |                                   |  |  |                        |                        |                        |
|  |                                    |                                    |                                    |                    | 2 | 3                               |                                 |                                 |  |  |                                   |                                   |                                   |  |  |                        |                        |                        |
|  |                                    | Osasuna                            | 1                                  | 0                  |   |                                 |                                 |                                 |  |  |                                   |                                   |                                   |  |  |                        |                        |                        |
|  | Hércules                           | Osasuna                            | 1                                  | 0                  | 2 | 0                               |                                 |                                 |  |  |                                   |                                   |                                   |  |  |                        |                        |                        |
|  | Hércules                           |                                    |                                    |                    | 2 | 0                               |                                 |                                 |  |  |                                   |                                   |                                   |  |  |                        |                        |                        |
|  | Osasuna (v.)                       | 1                                  | 1                                  |                    |   |                                 |                                 |                                 |  |  |                                   |                                   |                                   |  |  |                        |                        |                        |
|  | Osasuna (v.)                       | 1                                  | 1                                  | Atlético de Madrid | 0 |                                 |                                 |                                 |  |  |                                   |                                   |                                   |  |  |                        |                        |                        |
|  |                                    |                                    |                                    |                    | 0 |                                 |                                 |                                 |  |  |                                   |                                   |                                   |  |  |                        |                        |                        |
|  |                                    | Sevilla                            | 2                                  |                    |   |                                 |                                 |                                 |  |  |                                   |                                   |                                   |  |  |                        |                        |                        |
|  | Valencia                           | Sevilla                            | 2                                  | 1                  | 2 |                                 |                                 |                                 |  |  |                                   |                                   |                                   |  |  |                        |                        |                        |
|  | Valencia                           |                                    |                                    |                    | 2 |                                 |                                 |                                 |  |  |                                   |                                   |                                   |  |  |                        |                        |                        |
|  | Dep. La Coruña                     | 2                                  | 2                                  |                    |   |                                 |                                 |                                 |  |  |                                   |                                   |                                   |  |  |                        |                        |                        |
|  | Dep. La Coruña                     | 2                                  | 2                                  | Dep. La Coruña     | 0 | 1                               |                                 |                                 |  |  |                                   |                                   |                                   |  |  |                        |                        |                        |
|  |                                    |                                    |                                    |                    | 0 | 1                               |                                 |                                 |  |  |                                   |                                   |                                   |  |  |                        |                        |                        |
|  |                                    | Sevilla                            | 3                                  | 0                  |   |                                 |                                 |                                 |  |  |                                   |                                   |                                   |  |  |                        |                        |                        |
|  | Barcelona                          | Sevilla                            | 3                                  | 0                  | 1 | 1                               |                                 |                                 |  |  |                                   |                                   |                                   |  |  |                        |                        |                        |
|  | Barcelona                          |                                    |                                    |                    | 1 | 1                               |                                 |                                 |  |  |                                   |                                   |                                   |  |  |                        |                        |                        |
|  | Sevilla (v.)                       | 2                                  | 0                                  |                    |   |                                 |                                 |                                 |  |  |                                   |                                   |                                   |  |  |                        |                        |                        |
|  | Sevilla (v.)                       | 2                                  | 0                                  | Sevilla            | 2 | 0                               |                                 |                                 |  |  |                                   |                                   |                                   |  |  |                        |                        |                        |
|  |                                    |                                    |                                    |                    | 2 | 0                               |                                 |                                 |  |  |                                   |                                   |                                   |  |  |                        |                        |                        |
|  |                                    | Getafe                             | 0                                  | 1                  |   |                                 |                                 |                                 |  |  |                                   |                                   |                                   |  |  |                        |                        |                        |
|  | Rayo Vallecano                     | Getafe                             | 0                                  | 1                  | 2 | 1                               |                                 |                                 |  |  |                                   |                                   |                                   |  |  |                        |                        |                        |
|  | Rayo Vallecano                     |                                    |                                    |                    | 2 | 1                               |                                 |                                 |  |  |                                   |                                   |                                   |  |  |                        |                        |                        |
|  | Mallorca                           | 1                                  | 3                                  |                    |   |                                 |                                 |                                 |  |  |                                   |                                   |                                   |  |  |                        |                        |                        |
|  | Mallorca                           | 1                                  | 3                                  | Mallorca           | 1 | 1                               |                                 |                                 |  |  |                                   |                                   |                                   |  |  |                        |                        |                        |
|  |                                    |                                    |                                    |                    | 1 | 1                               |                                 |                                 |  |  |                                   |                                   |                                   |  |  |                        |                        |                        |
|  |                                    | Getafe (v.)                        | 2                                  | 0                  |   |                                 |                                 |                                 |  |  |                                   |                                   |                                   |  |  |                        |                        |                        |
|  | Málaga                             | Getafe (v.)                        | 2                                  | 0                  | 2 | 1                               |                                 |                                 |  |  |                                   |                                   |                                   |  |  |                        |                        |                        |
|  | Málaga                             |                                    |                                    |                    | 2 | 1                               |                                 |                                 |  |  |                                   |                                   |                                   |  |  |                        |                        |                        |
|  | Getafe                             | 1                                  | 5                                  |                    |   |                                 |                                 |                                 |  |  |                                   |                                   |                                   |  |  |                        |                        |                        |

## Octavos de final
La quinta ronda del torneo la disputaron los 16 vencedores de dieciseisavos de final.
| Local ida            | Resultado global | Local vuelta           | Ida | Vuelta |
| -------------------- | ---------------- | ---------------------- | --- | ------ |
| Recreativo de Huelva | 4-5              | Atlético de Madrid     | 3-0 | 1-5    |
| Celta de Vigo        | 2-1              | Villarreal             | 1-1 | 1-0    |
| Alcorcón             | 2-3              | Racing de Santander    | 2-3 | 0-0    |
| Hércules             | 2-2 (v.)         | Osasuna                | 2-1 | 0-1    |
| Valencia             | 3-4              | Deportivo de La Coruña | 1-2 | 2-2    |
| Barcelona            | 2-2 (v.)         | Sevilla                | 1-2 | 1-0    |
| Rayo Vallecano       | 3-4              | Mallorca               | 2-1 | 1-3    |
| Málaga               | 3-6              | Getafe                 | 2-1 | 1-5    |

### Recreativo de Huelva - Atlético de Madrid
| Ida; 6 de enero de 2010, 22:00 (CEST) | Recreativo de Huelva                                      | 3:0 (2:0) | Atlético de Madrid | Nuevo Colombino, Huelva                                                |                                                                        |
|                                       | Fornaroli 14' · Jerónimo Barrales 23' · Daniel Santos 88' | Reporte   |                    | Asistencia: 2 310 espectadores Árbitro(s): José Luis González González | Asistencia: 2 310 espectadores Árbitro(s): José Luis González González |

| Vuelta; 14 de enero de 2010, 22:00 (CEST) | Atlético de Madrid                            | 5:1 (3:0) | Recreativo de Huelva | Calderón, Madrid                                                    |                                                                     |
|                                           | Simão 21' 83' · Agüero 24' 61' · Ujfalusi 39' | Reporte   | Carmona 71'          | Asistencia: 28 700 espectadores Árbitro(s): Carlos Delgado Ferreiro | Asistencia: 28 700 espectadores Árbitro(s): Carlos Delgado Ferreiro |

### Celta de Vigo - Villarreal
| Ida; 6 de enero de 2010, 18:00 (CEST) | Celta de Vigo | 1:1 (1:1) | Villarreal | Balaídos, Vigo                                                     |                                                                    |
|                                       | Arthuro 43'   | Reporte   | Rossi 11'  | Asistencia: 9 437 espectadores Árbitro(s): Javier Turienzo Álvarez | Asistencia: 9 437 espectadores Árbitro(s): Javier Turienzo Álvarez |

| Vuelta; 12 de enero de 2010, 21:00 (CEST) | Villarreal | 0:1 (0:0) | Celta de Vigo  | El Madrigal, Villarreal                                             |                                                                     |
|                                           |            | Reporte   | Trashorras 89' | Asistencia: 8 000 espectadores Árbitro(s): David Fernández Borbalán | Asistencia: 8 000 espectadores Árbitro(s): David Fernández Borbalán |

### Alcorcón - Racing de Santander
| Ida; 6 de enero de 2010, 20:00 (CEST) | Alcorcón              | 2:3 (0:1) | Racing de Santander                     | Santo Domingo, Alcorcón                                             |                                                                     |
|                                       | Íñigo 54' · Borja 87' | Reporte   | Christian 31' · Geijo 46' · Moratón 61' | Asistencia: 3 000 espectadores Árbitro(s): Rafael Ramírez Domínguez | Asistencia: 3 000 espectadores Árbitro(s): Rafael Ramírez Domínguez |

| Vuelta; 13 de enero de 2010, 20:00 (CEST) | Racing de Santander | 0:0     | Alcorcón | El Sardinero, Santander                                                 |                                                                         |
|                                           |                     | Reporte |          | Asistencia: 12 627 espectadores Árbitro(s): Bernardino González Vázquez | Asistencia: 12 627 espectadores Árbitro(s): Bernardino González Vázquez |

### Hércules - Osasuna
| Ida; 7 de enero de 2010, 20:00 (CEST) | Hércules                    | 2:1 (1:0) | Osasuna         | José Rico Pérez, Alicante                                           |                                                                     |
|                                       | Cristian 17' · Del Olmo 68' | Reporte   | Jorge Galán 52' | Asistencia: 4 500 espectadores Árbitro(s): José Luis Paradas Romero | Asistencia: 4 500 espectadores Árbitro(s): José Luis Paradas Romero |

| Vuelta; 13 de enero de 2010, 20:00 (CEST)            | Osasuna    | 1:0 (0:0) | Hércules | Reyno de Navarra, Pamplona                                             |                                                                        |
|                                                      | Masoud 48' | Reporte   |          | Asistencia: 11 103 espectadores Árbitro(s): Fernando Teixeira Vitienes | Asistencia: 11 103 espectadores Árbitro(s): Fernando Teixeira Vitienes |
| Eliminatoria resuelta por Regla del gol de visitante |            |           |          |                                                                        |                                                                        |

### Valencia - Deportivo de La Coruña
| Ida; 6 de enero de 2010, 20:00 (CEST) | Valencia        | 1:2 (0:0) | Deportivo de La Coruña                  | Mestalla, Valencia                                                  |                                                                     |
|                                       | David Silva 72' | Reporte   | Andrés Guardado 47' · Pablo Álvarez 56' | Asistencia: 25 000 espectadores Árbitro(s): Carlos Velasco Carballo | Asistencia: 25 000 espectadores Árbitro(s): Carlos Velasco Carballo |

| Vuelta; 13 de enero de 2010, 20:00 (CEST) | Deportivo de La Coruña               | 2:2 (0:2) | Valencia      | Riazor, La Coruña                                                          |                                                                            |
|                                           | Filipe Luis 49' · Juan Rodríguez 71' | Reporte   | Zigić 10' 29' | Asistencia: 18 500 espectadores Árbitro(s): Manuel Enrique Mejuto González | Asistencia: 18 500 espectadores Árbitro(s): Manuel Enrique Mejuto González |

### Barcelona - Sevilla
| Ida; 5 de enero de 2010, 22:00 (CEST) | Barcelona       | 1:2 (0:0) | Sevilla                 | Camp Nou, Barcelona                                               |                                                                   |
|                                       | Ibrahimović 73' | Reporte   | Capel 60' · Negredo 75' | Asistencia: 48 167 espectadores Árbitro(s): Alfonso Pérez Burrull | Asistencia: 48 167 espectadores Árbitro(s): Alfonso Pérez Burrull |

| Vuelta; 13 de enero de 2010, 22:00 (CEST)            | Sevilla | 0:1 (0:0) | Barcelona | Sánchez Pizjuán, Sevilla                                      |                                                               |
|                                                      |         | Reporte   | Xavi 64'  | Asistencia: 35 000 espectadores Árbitro(s): Carlos Clos Gómez | Asistencia: 35 000 espectadores Árbitro(s): Carlos Clos Gómez |
| Eliminatoria resuelta por Regla del gol de visitante |         |           |           |                                                               |                                                               |

### Rayo Vallecano - Mallorca
| Ida; 7 de enero de 2010, 20:00 (CEST) | Rayo Vallecano             | 2:1 (2:1) | Mallorca          | Estadio Teresa Rivero, Madrid                                      |                                                                    |
|                                       | Michel 15' · Collantes 42' | Reporte   | Julio Álvarez 21' | Asistencia: 8 000 espectadores Árbitro(s): Miguel Ángel Pérez Lasa | Asistencia: 8 000 espectadores Árbitro(s): Miguel Ángel Pérez Lasa |

| Vuelta; 14 de enero de 2010, 20:00 (CEST) | Mallorca                                      | 3:1 (0:1) | Rayo Vallecano | ONO Estadi, Palma de Mallorca                                       |                                                                     |
|                                           | Víctor Casadesús 50' 60' · Mario Suárez 90+1' | Reporte   | Piti 45'       | Asistencia: 5 214 espectadores Árbitro(s): Javier Estrada Fernández | Asistencia: 5 214 espectadores Árbitro(s): Javier Estrada Fernández |

### Málaga - Getafe
| Ida; 7 de enero de 2010, 22:00 (CEST) | Málaga                 | 2:1 (2:0) | Getafe       | La Rosaleda, Málaga                                               |                                                                   |
|                                       | Apoño 10' · Edinho 44' | Reporte   | Stepanov 62' | Asistencia: 21 000 espectadores Árbitro(s): César Muñiz Fernández | Asistencia: 21 000 espectadores Árbitro(s): César Muñiz Fernández |

| Vuelta; 13 de enero de 2010, 20:00 (CEST) | Getafe                                                     | 5:1 (3:0) | Málaga     | Coliseum Alfonso Pérez, Getafe                                        |                                                                       |
|                                           | Soldado 15' 45+4' · Rafa 29' · Pedro León 53' · Parejo 78' | Reporte   | Juanmi 63' | Asistencia: 2 000 espectadores Árbitro(s): Antonio Miguel Mateu Lahoz | Asistencia: 2 000 espectadores Árbitro(s): Antonio Miguel Mateu Lahoz |

## Cuartos de final
La sexta ronda del torneo la disputaron los 8 vencedores de octavos de final.
| Local ida              | Resultado global | Local vuelta  | Ida | Vuelta |
| ---------------------- | ---------------- | ------------- | --- | ------ |
| Atlético de Madrid     | 2-1              | Celta de Vigo | 1-1 | 1-0    |
| Racing de Santander    | 5-1              | Osasuna       | 2-1 | 3-0    |
| Deportivo de La Coruña | 1-3              | Sevilla       | 0-3 | 1-0    |
| Mallorca               | 2-2 (v.)         | Getafe        | 1-2 | 1-0    |

### Atlético de Madrid - Celta de Vigo
| Ida; 21 de enero de 2010, 22:00 (CEST) | Atlético de Madrid | 1:1 (1:1) | Celta de Vigo | Estadio Vicente Calderón, Madrid                                     |                                                                      |
|                                        | Tiago 10'          | Reporte   | Trashorras 2' | Asistencia: 45 000 espectadores Árbitro(s): Alberto Undiano Mallenco | Asistencia: 45 000 espectadores Árbitro(s): Alberto Undiano Mallenco |

| Vuelta; 28 de enero de 2010, 22:00 (CEST) | Celta de Vigo | 0:1 (0:1) | Atlético de Madrid | Balaídos, Vigo                                                      |                                                                     |
|                                           |               | Reporte   | Forlán 26'         | Asistencia: 30 000 espectadores Árbitro(s): Miguel Ángel Pérez Lasa | Asistencia: 30 000 espectadores Árbitro(s): Miguel Ángel Pérez Lasa |

### Racing de Santader - Osasuna
| Ida; 21 de enero de 2010, 20:00 (CEST) | Racing de Santander  | 2:1 (0:0) | Osasuna      | El Sardinero, Santander                                           |                                                                   |
|                                        | Colsa 63' · Diop 84' | Reporte   | Pandiani 89' | Asistencia: 12 600 espectadores Árbitro(s): César Muñiz Fernández | Asistencia: 12 600 espectadores Árbitro(s): César Muñiz Fernández |

| Vuelta; 27 de enero de 2010, 20:00 (CEST) | Osasuna | 0:3 (0:2) | Racing de Santander                   | Reyno de Navarra, Pamplona                                          |                                                                     |
|                                           |         | Reporte   | Xisco 6' · Henrique 23' · Canales 78' | Asistencia: 16 000 espectadores Árbitro(s): Javier Turienzo Álvarez | Asistencia: 16 000 espectadores Árbitro(s): Javier Turienzo Álvarez |

### Deportivo de La Coruña - Sevilla
| Ida; 20 de enero de 2010, 22:00 (CEST) | Deportivo de La Coruña | 0:3 (0:1) | Sevilla                                    | Riazor, La Coruña                                                      |                                                                        |
|                                        |                        | Reporte   | Negredo 26' · Renato 68' · Jesús Navas 70' | Asistencia: 14 000 espectadores Árbitro(s): Eduardo Iturralde González | Asistencia: 14 000 espectadores Árbitro(s): Eduardo Iturralde González |

| Vuelta; 27 de enero de 2010, 22:00 (CEST) | Sevilla | 0:1 (0:1) | Deportivo de La Coruña | Sánchez Pizjuán, Sevilla                                               |                                                                        |
|                                           |         | Reporte   | Bodipo 44'             | Asistencia: 15 000 espectadores Árbitro(s): Fernando Teixeira Vitienes | Asistencia: 15 000 espectadores Árbitro(s): Fernando Teixeira Vitienes |

### Mallorca - Getafe
| Ida; 20 de enero de 2010, 20:00 (CEST) | Mallorca        | 1:2 (0:0) | Getafe              | ONO Estadi, Palma de Mallorca                                     |                                                                   |
|                                        | G. Castro 90+2' | Reporte   | Manu 50' · Miku 68' | Asistencia: 11 000 espectadores Árbitro(s): Alfonso Pérez Burrull | Asistencia: 11 000 espectadores Árbitro(s): Alfonso Pérez Burrull |

| Vuelta; 28 de enero de 2010, 20:00 (CEST)            | Getafe | 0:1 (0:1) | Mallorca   | Coliseum Alfonso Pérez, Getafe                                    |                                                                   |
|                                                      |        | Reporte   | Aduriz 45' | Asistencia: 1 500 espectadores Árbitro(s): Manuel Mejuto González | Asistencia: 1 500 espectadores Árbitro(s): Manuel Mejuto González |
| Eliminatoria resuelta por Regla del gol de visitante |        |           |            |                                                                   |                                                                   |

## Semifinales
La séptima ronda del torneo la disputaron los 4 vencedores de cuartos de final. 
| Local ida          | Resultado global | Local vuelta        | Ida | Vuelta |
| ------------------ | ---------------- | ------------------- | --- | ------ |
| Atlético de Madrid | 6-3              | Racing de Santander | 4-0 | 2-3    |
| Sevilla            | 2-1              | Getafe              | 2-0 | 0-1    |

### Atlético de Madrid - Racing de Santander
| Ida; 4 de febrero de 2010, 22:00 (CEST) | Atlético de Madrid                    | 4:0 (2:0) | Racing de Santander | Estadio Vicente Calderón, Madrid                                       |                                                                        |
|                                         | Simão 9' · Reyes 40' · Forlán 60' 71' | Reporte   |                     | Asistencia: 30 000 espectadores Árbitro(s): Antonio Miguel Mateu Lahoz | Asistencia: 30 000 espectadores Árbitro(s): Antonio Miguel Mateu Lahoz |

| Vuelta; 11 de febrero de 2010, 22:00 (CEST) | Racing de Santander                       | 3:2 (1:1) | Atlético de Madrid             | El Sardinero, Santander                                              |                                                                      |
|                                             | Valera 2' (a.g.) · Xisco 89' · Tchité 91' | Reporte   | Moratón 7' (a.g.) · Jurado 51' | Asistencia: 18 000 espectadores Árbitro(s): Alberto Undiano Mallenco | Asistencia: 18 000 espectadores Árbitro(s): Alberto Undiano Mallenco |

### Sevilla - Getafe
| Ida; 3 de febrero de 2010, 22:00 (CEST) | Sevilla                               | 2:0 (1:0) | Getafe | Sánchez Pizjuán, Sevilla                                                |                                                                         |
|                                         | Luís Fabiano 45+1' · Mario 80' (a.g.) | Reporte   |        | Asistencia: 28 000 espectadores Árbitro(s): Bernardino González Vázquez | Asistencia: 28 000 espectadores Árbitro(s): Bernardino González Vázquez |

| Vuelta; 10 de febrero de 2010, 22:00 (CEST) | Getafe      | 1:0 (0:0) | Sevilla | Coliseum Alfonso Pérez, Getafe                                         |                                                                        |
|                                             | Soldado 52' | Reporte   |         | Asistencia: 16 000 espectadores Árbitro(s): Eduardo Iturralde González | Asistencia: 16 000 espectadores Árbitro(s): Eduardo Iturralde González |

## Final
La octava y última ronda del torneo fue disputada por el Atlético de Madrid y el Sevilla FC. La final se jugó a partido único, en campo neutral -el estadio Camp Nou de Barcelona- el día 19 de mayo de 2010. Sevilla se consagró ganando por 2 goles a 0 y logró su quinta Copa del Rey.
| 13         | POR        | David de Gea           |     |
| 17         | DEF        | Tomáš Ujfaluši         |     |
| 21         | DEF        | Luis Amaranto Perea    |     |
| 18         | DEF        | Álvaro Domínguez       |     |
| 3          | DEF        | Antonio López          |     |
| 19         | MED        | José Antonio Reyes     |     |
| 12         | MED        | Paulo Assunção         | 59' |
| 5          | MED        | Tiago Mendes           |     |
| 20         | MED        | Simão Sabrosa          | 59' |
| 10         | DEL        | Sergio Agüero          |     |
| 7          | DEL        | Diego Forlán           |     |
| Entrenador | Entrenador | Enrique Sánchez Flores |     |

| 1          | POR        | Andrés Palop        |     |
| 24         | DEF        | Abdoulay Konko      |     |
| 4          | DEF        | Sébastien Squillaci |     |
| 14         | DEF        | Julien Escudé       |     |
| 37         | DEF        | Antonio Luna        |     |
| 7          | MED        | Jesús Navas         |     |
| 11         | MED        | Renato              |     |
| 8          | MED        | Didier Zokora       |     |
| 16         | MED        | Diego Capel         | 87' |
| 19         | DEL        | Álvaro Negredo      | 66' |
| 12         | DEL        | Frédéric Kanouté    |     |
| Entrenador | Entrenador | Antonio Álvarez     |     |

| 8 | MED | Raúl García        | 59' |
| 9 | MED | José Manuel Jurado | 59' |

| 22 | MED | Koffi Romaric | 66' |
| 25 | MED | Diego Perotti | 87' |

| Anotado | 5'    | Diego Capel | 0-1 |
| Anotado | 90'+1 | Jesús Navas | 0-2 |

| Amonestado | 69' | Tomáš Ujfaluši |

| Amonestado | 6'  | Renato              |
| Amonestado | 35' | Antonio Luna        |
| Amonestado | 61' | Sébastien Squillaci |
| Amonestado | 83' | Frédéric Kanouté    |

| Árbitro:             | Manuel Mejuto González        |
| Árbitros asistentes: | José Manuel Fernández Miranda |
| Árbitros asistentes: | Raúl Cabañero Martínez        |
| Cuarto árbitro:      | Carlos Clos Gómez             |
| Reporte              |                               |

| 13         | POR        | David de Gea           |     |
| 17         | DEF        | Tomáš Ujfaluši         |     |
| 21         | DEF        | Luis Amaranto Perea    |     |
| 18         | DEF        | Álvaro Domínguez       |     |
| 3          | DEF        | Antonio López          |     |
| 19         | MED        | José Antonio Reyes     |     |
| 12         | MED        | Paulo Assunção         | 59' |
| 5          | MED        | Tiago Mendes           |     |
| 20         | MED        | Simão Sabrosa          | 59' |
| 10         | DEL        | Sergio Agüero          |     |
| 7          | DEL        | Diego Forlán           |     |
| Entrenador | Entrenador | Enrique Sánchez Flores |     |

| 1          | POR        | Andrés Palop        |     |
| 24         | DEF        | Abdoulay Konko      |     |
| 4          | DEF        | Sébastien Squillaci |     |
| 14         | DEF        | Julien Escudé       |     |
| 37         | DEF        | Antonio Luna        |     |
| 7          | MED        | Jesús Navas         |     |
| 11         | MED        | Renato              |     |
| 8          | MED        | Didier Zokora       |     |
| 16         | MED        | Diego Capel         | 87' |
| 19         | DEL        | Álvaro Negredo      | 66' |
| 12         | DEL        | Frédéric Kanouté    |     |
| Entrenador | Entrenador | Antonio Álvarez     |     |

| 8 | MED | Raúl García        | 59' |
| 9 | MED | José Manuel Jurado | 59' |

| 22 | MED | Koffi Romaric | 66' |
| 25 | MED | Diego Perotti | 87' |

| Anotado | 5'    | Diego Capel | 0-1 |
| Anotado | 90'+1 | Jesús Navas | 0-2 |

| Amonestado | 69' | Tomáš Ujfaluši |

| Amonestado | 6'  | Renato              |
| Amonestado | 35' | Antonio Luna        |
| Amonestado | 61' | Sébastien Squillaci |
| Amonestado | 83' | Frédéric Kanouté    |

| Árbitro:             | Manuel Mejuto González        |
| Árbitros asistentes: | José Manuel Fernández Miranda |
| Árbitros asistentes: | Raúl Cabañero Martínez        |
| Cuarto árbitro:      | Carlos Clos Gómez             |
| Reporte              |                               |

|                      |
| Bandera de Andalucía |
| Campeón              |
| Sevilla F. C.        |
| 5° título            |

## Goleadores
| Jugador         | Goles | Equipo             |
| --------------- | ----- | ------------------ |
| Maxi Rodríguez  | 5     | Atlético de Madrid |
| Jesús Navas     | 4     | Sevilla            |
| Luis Fabiano    | 4     | Sevilla            |
| Roberto Soldado | 4     | Getafe             |